# Atto-
Atto (símbol a) és un prefix del Sistema Internacional que indica un factor de 10-18, o 1/1.000.000.000.000.000.000 o, cosa que és equivalent, 0,000 000 000 000 000 001.
Confirmat el 1964, el mot prové del danès atten, que significa divuit.
Per exemple;
1 attòmetre = 1 am = 10-18 metres = 0,000 000 000 000 000 001 metres
1 attogram = 1 ag = 10-18 grams = 0,000 000 000 000 000 001 grams
1 attosegon = 1 as = 10-18 segons = 0,000 000 000 000 000 001 segons